# Huikurinlampi
Huikurinlampi är en sjö i kommunen Etseri i landskapet Södra Österbotten i Finland. Sjön ligger 159,7 meter över havet. Den är 3,4 meter djup. Arean är 69 hektar och strandlinjen är 3,46 kilometer lång. Sjön  ingår i Kumo älvs huvudavrinningsområde.   Den ligger omkring 67 kilometer öster om Seinäjoki och omkring 280 kilometer norr om Helsingfors. 